# Bryan Oviedo
Bryan Josué Oviedo Jiménez, född 18 februari 1990 i Ciudad Quesada, är en costaricansk fotbollsspelare som spelar för Real Salt Lake. Han spelar också för Costa Ricas landslag.

## Karriär
Den 30 januari 2017 värvades Oviedo av Sunderland. Den 29 juli 2019 återvände Oviedo till FC Köpenhamn, där han skrev på ett treårskontrakt.
Den 5 augusti 2022 värvades Major League Soccer-klubben Real Salt Lake.

## Meriter

### Klubblag
FC Köpenhamn
- Superligaen: 2009–10
- Danska cupen: 2011–12

Nordsjælland
- Danska cupen: 2010–11

 Costa Rica U20
- CONCACAF:s U20-mästerskap: 2009